# Jan van der Stoep
Jan van der Stoep (Barendrecht, 10 maart 1968) is een Nederlands filosoof en bijzonder hoogleraar christelijke filosofie aan de Theologische Universiteit Utrecht en aan de Wageningen Universiteit.

## Levensloop
Van der Stoep ging naar het GSR in Rotterdam. In 1987 begon hij met de studie biologie aan de Wageningen Universiteit. Deze studie voltooide hij in 1993. Hierna volgde een studie filosofie aan de Vrije Universiteit Amsterdam. Deze rondde hij af in 1999. Na beide studies begon Van der Stoep zijn promotietraject. Dit sloot hij af met een proefschrift over Pierre Bourdieu.
Tussen 2008 en 2021 was Van der Stoep lector aan de Christelijke Hogeschool Ede. Vanaf 2020 bezet Van der Stoep de leerstoel christelijke filosofie aan de Wageningen Universiteit. Deze functie vervult hij namens de Stichting voor Christelijke Filosofie. Sinds 2021 bezet hij ook deze functie aan de Theologische Universiteit Utrecht.
- Gemeinsame Normdatei: 171619749
- International Standard Name Identifier: 0000 0000 3884 1885
- Virtual International Authority File: 7960160668151303560005
- WorldCat: E39PCjvTkP8vgTVhyrxrkkcrjd